# گیلورد (میشیگان)
گیلورد، میشیگان (به انگلیسی: Gaylord, Michigan) یک شهر در ایالات متحده آمریکا است این شهر در ایالت میشیگان واقع شده است. جمعیت این شهر در حدود ۳٬۶۴۵ نفر است.

## موقعیت جغرافیایی
موقعیت جغرافیایی شهرها و مناطق اطراف به شرح زیر است: